# (6592) Goya
(6592) Goya ist ein Asteroid des Hauptgürtels, der am 3. Oktober 1986 von der ukrainischen Astronomin Ljudmyla Karatschkina an der Zweigstelle des Krim-Observatoriums in Nautschnyj (IAU-Code 095) entdeckt wurde.
Der Asteroid wurde nach dem spanischen Maler und Grafiker Francisco de Goya (1746–1828) benannt, der seine Karriere mit dem Entwurf von Modellen für die königliche Teppichmanufaktur Santa Bárbara in Madrid begann und 1786 als Hofmaler für Karl III. und ab 1788 für Karl IV. tätig war. Als letzter der großen Radierzyklen Goyas entstand die 1816 veröffentlichte Tauromaquia, eine Folge über die Kunst des Stierkampfs, die aus 33 Radierungen besteht. Sie setzt den Stil der Desastres mit den tumultartigen Einzelkämpfen fort.
Der Himmelskörper gehört zur Merxia-Familie, einer Gruppe von Asteroiden, die nach (808) Merxia benannt wurde.